# Marc Herter

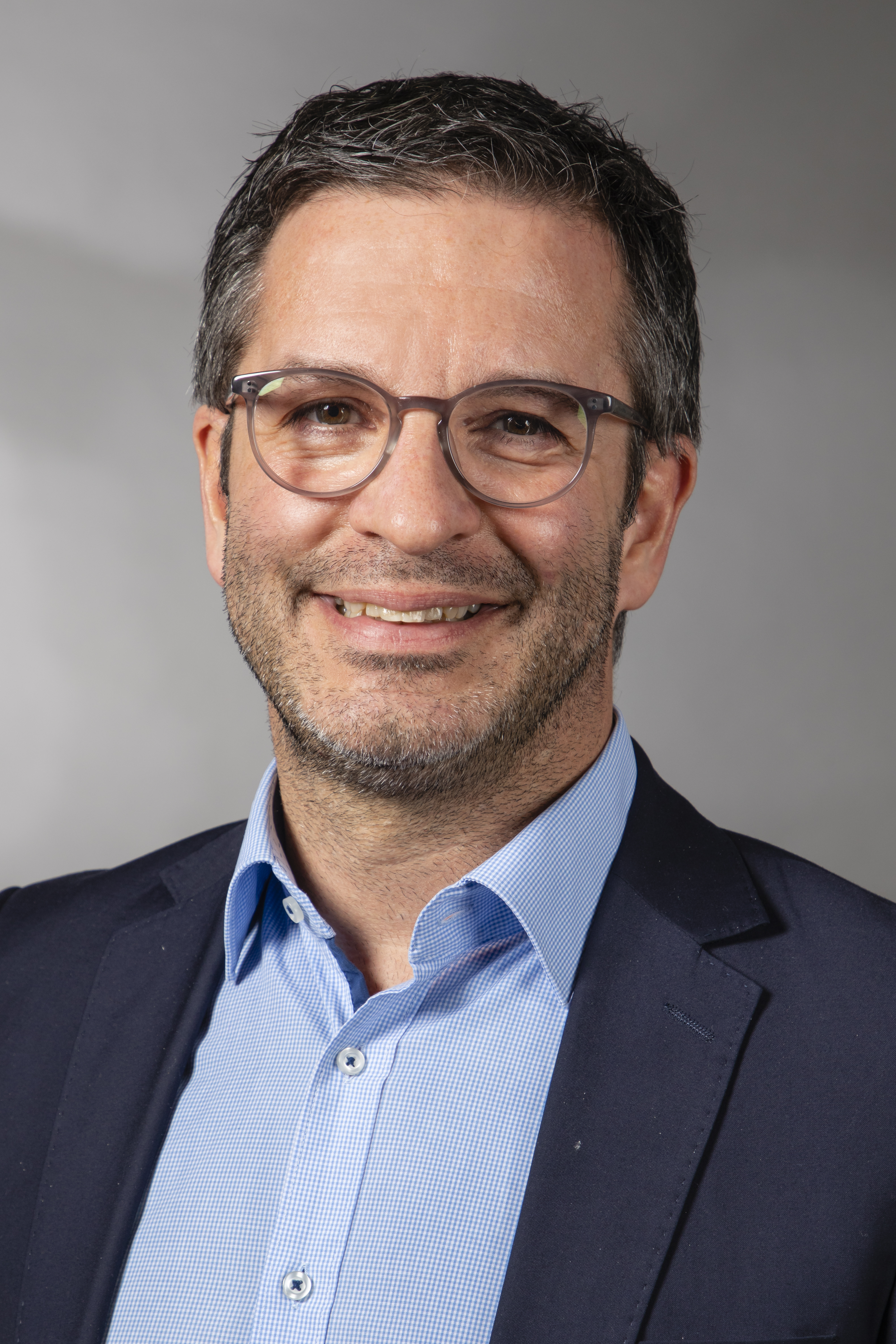
Marc Herter (2019)

Marc Herter (* 6. Juni 1974 in Hagen) ist ein deutscher Politiker (SPD). Er ist seit dem 1. November 2020 Oberbürgermeister der Stadt Hamm.
Zuvor war er von 2010 bis 2020 Mitglied des Landtags von Nordrhein-Westfalen und dort zuletzt stellvertretender Vorsitzender der SPD-Fraktion. Er ist seit 2018 stellvertretender Landesvorsitzender der SPD Nordrhein-Westfalen. Nach dem Rücktritt von Thomas Kutschaty war er von März 2023 bis zum August 2023 deren kommissarischer Landesvorsitzender.
2023 wurde er anschließend zu einem von fünf stellvertretenden Landesvorsitzenden der SPD Nordrhein-Westfalen gewählt.

## Ausbildung und Beruf
Nach dem Abitur am Beisenkamp-Gymnasium in Hamm im Jahr 1993 und der Ableistung des Zivildienstes begann Marc Herter ein Studium der Rechtswissenschaften an der Westfälischen Wilhelms-Universität Münster. Nach Bestehen des universitären Teiles beendete Herter das Studium im Jahre 2008 noch vor dem ersten Staatsexamen. Bis zur Wahl in den Landtag war er sodann für zwei Jahre bei einem Chemieunternehmen im nördlichen Ruhrgebiet angestellt und kümmerte sich dort nach eigenen Angaben um die Flächenentwicklung und -vermarktung.

## Politik
Marc Herter ist seit 1991 Mitglied der SPD. 1993 wurde er zum Vorsitzenden der Jusos in der HammSPD gewählt. Nach mehreren Stationen im Verband führte er von 2000 bis 2004 als erster Vorsitzender des neu gegründeten Landesverbands NRW die vormals vier Bezirke zur bundesweit größten Landesorganisation zusammen. Mitglied im Landesvorstand der SPD Nordrhein-Westfalen ist er seit 2001, seit 2006 auch im Präsidium der NRW-SPD, seit 2010 als stellvertretender Vorsitzender.
Dem Rat der Stadt Hamm gehörte Herter von 1994 bis 2014 an. Von 2001 bis 2011 als Vorsitzender der SPD-Fraktion. In der Ratsperiode 2004–2009 war er u. a Vorsitzender des Ausschusses für Stadtentwicklung und Verkehr sowie des Aufsichtsrates der Stadtwerke Hamm GmbH und hat die Stadt Hamm im Regionalrat der Bezirksregierung Arnsberg vertreten. Seine Arbeitsschwerpunkte sind, neben der Finanz- und Haushaltspolitik, die Stadtentwicklung sowie die Wirtschaftsförderung.
Herter war Mitglied im Vorstand des Forums Demokratische Linke 21, dem Zusammenschluss der Parteilinken in der SPD.
Bei der Landtagswahl 2010 wurde er erstmals in den Landtag gewählt, er gewann das Direktmandat im Wahlkreis Hamm I. Bei der Landtagswahl 2012 und 2017 gewann er erneut das Direktmandat in seinem Wahlkreis.
2011 bis 2018 war Herter Parlamentarischer Geschäftsführer seiner Fraktion. In einer Kampfkandidatur um den Vorsitz der Landtagsfraktion unterlag er im April 2018 knapp Thomas Kutschaty. Im Juni 2018 wurde er schließlich zum stellvertretenden Vorsitzenden der SPD-Fraktion im nordrhein-westfälischen Landtag gewählt. Nach seinem Ausscheiden aus dem Landtag rückte Frederick Cordes für ihn nach.
Bei der Kommunalwahl 2020 kandidierte Herter für das Amt des Oberbürgermeisters der Stadt Hamm. In der ersten Runde errang er mit 40,68 % die Mehrheit der abgegebenen Stimmen, bei der Stichwahl am 27. September gegen Amtsinhaber Thomas Hunsteger-Petermann (CDU) wurde er mit 63,57 % zum neuen Oberbürgermeister gewählt.
Nach dem Rücktritt von Thomas Kutschaty im März 2023 übernahm er bis zum 26. August 2023 geschäftsführend die Führung der nordrhein-westfälischen SPD.

## Gesellschaftliche Ämter
Marc Herter war vor seiner politischen Laufbahn in der Evangelischen Jugend aktiv. Von 1994 bis 1999 war er Vorsitzender des Jugendzentrumsrates Südstraße in Hamm.
Er ist Mitglied in der IG Bergbau, Chemie, Energie (IG BCE), bei den Falken und dem Sozialverband Deutschland, beim BUND, den Naturfreunden und bei attac. Seit 2018 ist er außerdem Vorsitzender der AWO-Kreisverbands Hamm und stellvertretender Vorsitzender des AWO-Unterbezirks Ruhr-Lippe-Ems. Ferner übt er drei Mandate in Aufsichtsgremien öffentlicher Unternehmen aus. Herter ist seit 2004 Vorsitzender des Aufsichtsrats der Stadtwerke Hamm GmbH. Er erhält dort eine Vergütung von 4.140 Euro im Jahr, dazu noch eine Vergütung von 230 Euro je Sitzung (Stand: Juli 2016).
Er ist Mitglied im Parlamentarischen Beirat der NRW.BANK AöR.